# Canal 7 (Rawson)
El Canal 7 de Rawson es un canal de televisión abierta argentino que transmite desde la ciudad de Rawson. El canal se llega a ver en gran parte de la Provincia del Chubut a través de repetidoras. Es operado por el Gobierno de la Provincia del Chubut.

## Historia
El 24 de marzo de 1970, mediante el Decreto 1197, el Poder Ejecutivo Nacional adjudicó al Gobierno de la Provincia del Chubut una licencia para explotar la frecuencia del Canal 7 de la ciudad de Rawson, capital de esa provincia.
La licencia inició sus transmisiones regulares el 15 de septiembre de 1975 como LU 90 TV Canal 7 de Rawson, coincidiendo con el 110 aniversario de la fundación de la capital chubutense.
El 24 de mayo de 1990, mediante el Decreto 999, el Poder Ejecutivo Nacional autorizó a la Provincia del Chubut a prestar un servicio de televisión abierta al Canal 7.

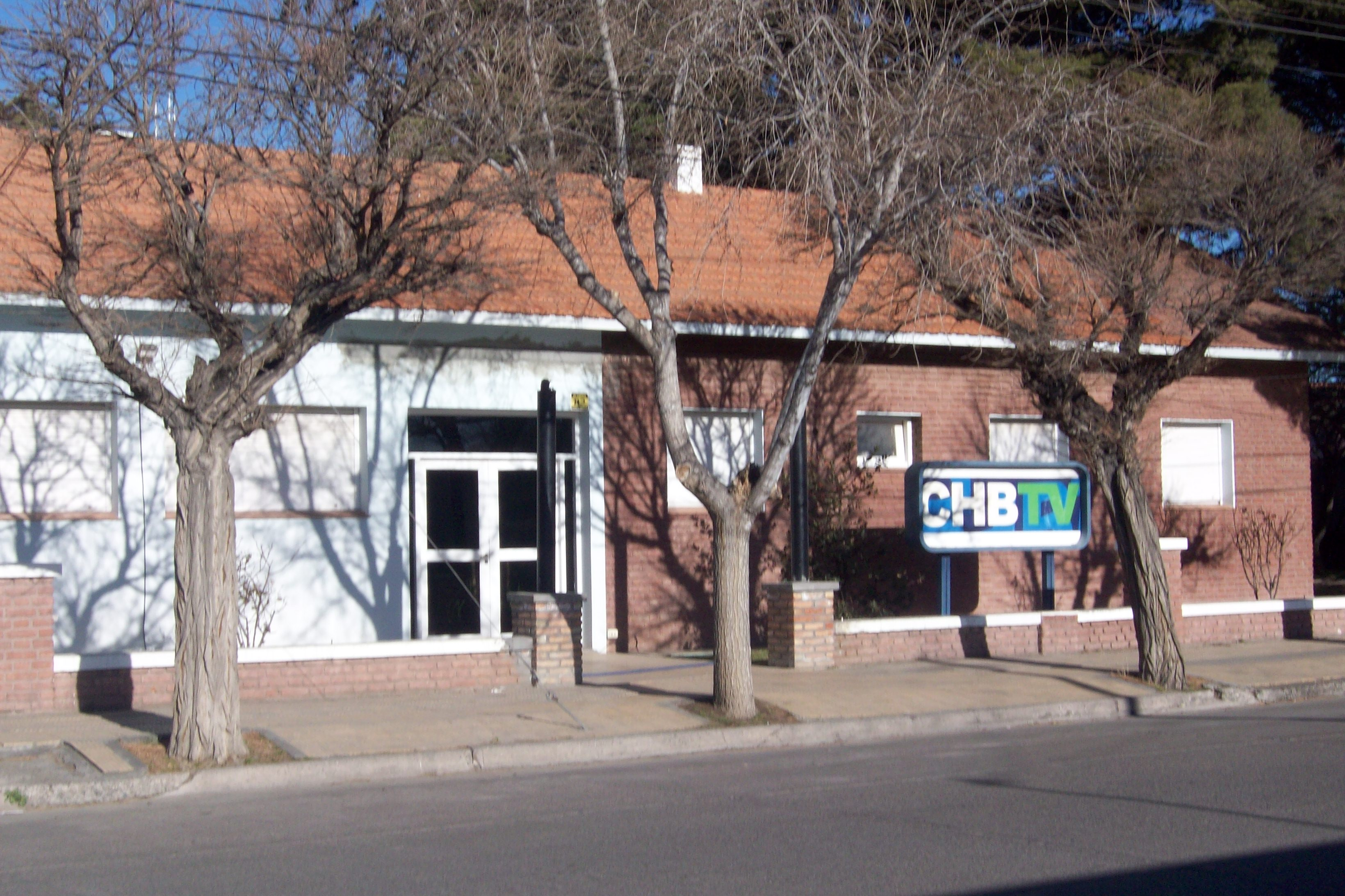
Frente de la sede del canal.

El 22 de marzo de 2005, el Comité Federal de Radiodifusión, mediante la Resolución 217 autorizó al Gobierno de la Provincia del Chubut a instalar repetidoras en Sepaucal y Sierra Colorada; asignándole el canal 13 respectivamente.
El programa Malvinas, en el corazón de Chubut emitido en 2010 ganó el Premio "Lanín de Oro".
El 24 de junio de 2011, la Autoridad Federal de Servicios de Comunicación Audiovisual, mediante la Resolución 689, le asignó al Canal 7 el Canal 29 en la banda de UHF para emitir en la Televisión Digital Terrestre.

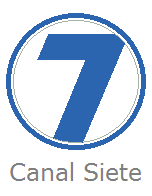
Logo utilizado por Canal 7 entre 2012 y 2013.

En 2012, durante la gestión de Martín Buzzi, el canal relanzó su imagen corporativa, así como su programación, la cual incluía más programación original y retransmisiones de canales nacionales. En ese mismo año, el programa matinal Mañana Express presentó su primera edición en alta definición. De esa forma se convirtió en el primer programa producido en HD en la región.
En noviembre de 2015, la señal se incorporó en el sistema de TDA en el subcanal 27.1 como señal de prueba y en resolución estándar hasta la inauguración de nuevos estudios en Rawson y la producción de contenidos en alta definición. Además, con la construcción de una estación de transmisión digital en el Cerro Chenque de Comodoro Rivadavia, se posibilitó la mejora de la señal en el sur chubutense, ya que la ciudad no contaba con una repetidora estable.

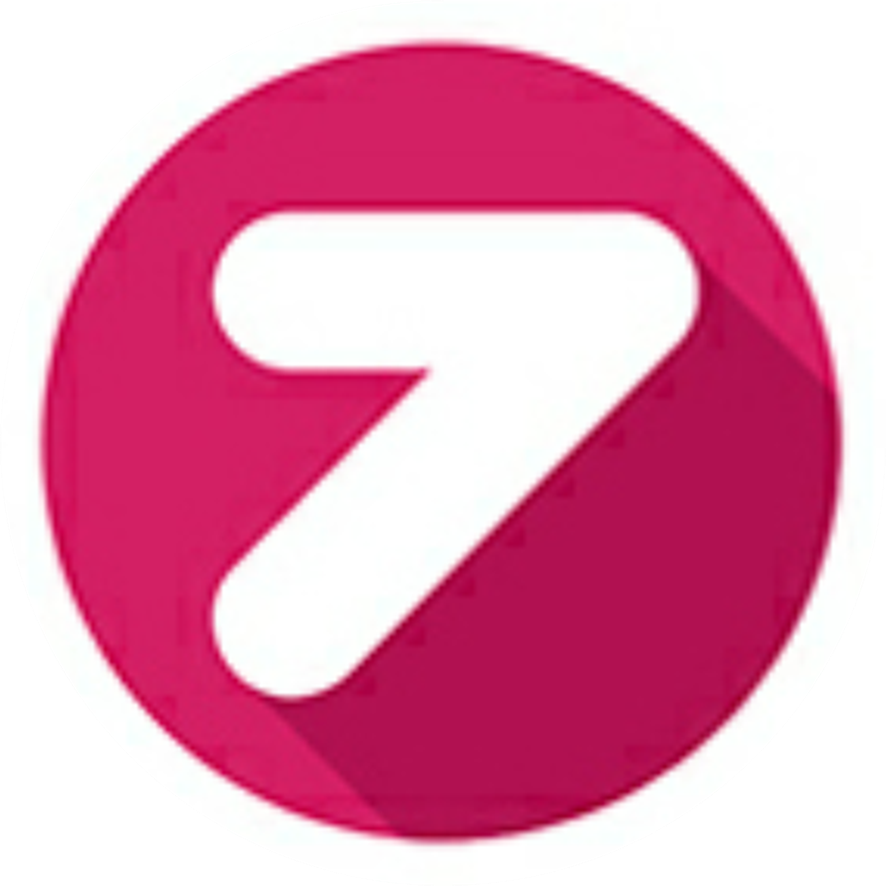
Logo utilizado por Canal 7 entre 2016 y 2019.

El 16 de mayo de 2016, se reinauguraron las nuevas instalaciones en la planta transmisora (que se encuentran a la vera de la Ruta Provincial 7 y son las que actualmente utiliza el canal) después de 20 años.
En agosto de 2016, los canales públicos de la Patagonia (incluido Canal 7) conformaron la «Red Patagónica de la Televisión Pública» con el objetivo de permitir a los televidentes acceder a un noticiero regional patagónico con información de actualidad política, económica, deportiva, cultural y turística.
El 26 de octubre de 2016, la legislatura chubutense vetó una ley provincial sancionada que permitía emitir un programa propio en el canal, los días miércoles por la noche.
El 29 de junio de 2023, el canal dejó de emitir por televisión analógica para realizar la transición a la Televisión Digital Terrestre en el sur argentino, en cumplimiento del decreto 156/2022 del Ente Nacional de Comunicaciones, con el objetivo de migrar hacia la televisión digital terrestre.

## Programación
Actualmente, parte de la programación del canal consiste en retransmitir los contenidos de los canales públicos Encuentro y Pakapaka.
La señal también posee programación local, entre los que se destacan Informativo 7 (que es el servicio informativo del canal), Media mañana (magazine matutino) y Platos al aire (programa culinario) entre otros programas locales.

## Informativo 7
Es el servicio informativo del canal con principal enfoque a la Provincia del Chubut. Actualmente posee dos ediciones que se emiten de lunes a viernes (a las 12:30 y a las 20:00).
Originalmente se llamó Chubut al día, el 29 de abril de 2013 cambió su nombre por Informativo 7  hasta el 1° de junio de 2016, pasando a ser 7 Noticias.
El 14 de enero de 2019, pasó a llamarse Noticiero 7 y a partir del 10 de junio de 2024, después del cambio en la imagen institucional de Canal 7, el servicio informativo volvió a llamarse Informativo 7.
Desde el 17 de septiembre de 2016, Canal 7 emite un panorama semanal de noticias llamado «Resumen Patagónico de Noticias», del cual participan los servicios informativos de los canales que conforman la Red Patagónica de la Televisión Pública (incluido el de Canal 7).

## Repetidoras
Canal 7 cuenta con 62 repetidoras en toda la Provincia del Chubut. Las repetidoras retransmiten la señal que es enviada desde el propio telepuerto que posee el canal y enviada vía satélite ARSAT-1.
| Provincia del Chubut | Provincia del Chubut          |
| -------------------- | ----------------------------- |
| Canal                | Localización de la repetidora |
| 8                    | Aldea Apeleg                  |
| 3                    | Aldea Beleiro                 |
| 10                   | Aldea Epulef                  |
| 12                   | Alto Río Senguer              |
| 7                    | Arroyo Verde                  |
| 7                    | Bahía Bustamante              |
| 7                    | Blancuntre                    |
| 12                   | Buen Pasto                    |
| 2                    | Camarones                     |
| 8                    | Carrenleufú                   |
| 4                    | Cerro Centinela               |
| 7                    | Cerro Cóndor                  |
| 7                    | Chacay Oeste                  |
| 8                    | Cholila                       |
| 13                   | Colan Conhué                  |
| 13                   | Comodoro Rivadavia            |
| 13                   | Corcovado                     |
| 7                    | Costa del Chubut              |
| 7/12                 | Cushamen                      |
| 12                   | Dique Florentino Ameghino     |
| 4                    | El Escorial                   |
| 11                   | El Maitén                     |
| 7                    | El Mirasol                    |
| 7                    | El Turbio                     |
| 4                    | Epuyén                        |
| 2                    | Esquel                        |
| 7                    | Facundo                       |
| 7                    | Fofo Cahuel                   |
| 8                    | Gan Gan                       |
| 8                    | Garayalde                     |
| 9                    | Gastre                        |
| 9                    | Gobernador Costa              |
| 5                    | Gualjaina                     |
| 13                   | Lago Blanco                   |
| 10                   | Lago Puelo                    |
| 7                    | Lago Rivadavia                |
| 9                    | Lago Rosario                  |
| 10                   | Laguna Salada                 |
| 2                    | Las Pampas                    |
| 2                    | Las Plumas                    |
| 7                    | Lepá                          |
| 7                    | Los Alerces                   |
| 13                   | Los Altares                   |
| 5                    | Los Cipreses                  |
| 7                    | Mina Paraná                   |
| 12                   | Paso de Indios                |
| 11                   | Paso del Sapo                 |
| 7                    | Piedra Parada                 |
| 11                   | Puerto Madryn                 |
| 7                    | Puerto Melo                   |
| 2                    | Puerto Pirámides              |
| 7                    | Ranquil Huao                  |
| 5                    | Ricardo Rojas                 |
| 10                   | Río Mayo                      |
| 7                    | Río Percy                     |
| 11                   | Río Pico                      |
| 7                    | Sarmiento                     |
| 6                    | Tecka                         |
| 4                    | Telsen                        |
| 12                   | Trevelin                      |
| 7                    | Yala Laubat                   |